# オフィシャル・チャート・カンパニー
オフィシャル・チャート・カンパニー（Official Charts Company、略称：OCC）は、イギリス、アイルランド、フランスの様々な公式レコードチャートをまとめた、イギリスの専門職業間組織。
イギリスにおいて、そのチャートはシングル、アルバム、映像で構成され、そのデータにはダウンロード、物理的メディアの購入、ストリーミングのデータが含まれる。OCCはマーケティング・リサーチ会社カンターを通じて小売業者から売り上げデータを収集してそれらを合わせることでチャートを作成している。そのチャートはシングル市場の99%、アルバム市場の95%をカバーしているといわれ、1週間に100作品以上のチャートアイテムを売り上げる小売業者からデータを収集することを目標としている。
OCCは英国レコード産業協会（BPI）とエンターテインメント小売業協会（ERA）が共同で運営し、BPIとERAが共同で所有する非公開有限責任（株式）会社として法人化されている。1990年にCIN（Chart Information Network）が公式UKチャート編纂者として引き継ぎ、1994年に同社はOCCとして役割を継続している。それより以前、チャートは1969年の英国市場調査研究所（British Market Research Bureau；BMRB）や1983年のギャラップ社を始めとする一連の市場調査会社により作成されていた。「公式」チャート作成以前は、1952年にチャートを開始した新聞/雑誌『New Musical Express』（NME）を筆頭に様々な総合的ではないチャートが作成されていた。それらの古いチャート（NMEの初期シングルチャートを含む）のいくつかはOCCの一部になっている。